# Eitan
Eitan (hebr. איתן) – izraelski kołowy transporter opancerzony zaprojektowany na potrzeby Sił Obronnych Izraela. W 2016 roku zaprezentowano pierwszy prototyp, a rozpoczęcie produkcji seryjnej rozpoczęto w 2020 roku. W służbie Sił Obronnych Izraela od 2023 roku 
Eitan został przedstawiony jako następca używanego obecnie w izraelskiej armii zmodyfikowanego, amerykańskiego transportera M-113 Zelda, a także kołowy odpowiednik transportera gąsienicowego Namer.

## Historia
Pomysł stworzenia pierwszego izraelskiego kołowego transportera piechoty pojawił się po operacji „Ochronny Brzeg” w Strefie Gazy w 2014 roku. Mianowicie, podczas bitwy o Szudżaję (dzielnica Gazy) dwa transportery M-113 Zelda ze względów technicznych zostały unieruchomione, a ich załogi zostały zaatakowane przez bojowników Hamasu. W rezultacie 13 izraelskich żołnierzy zginęło, a ciało jednego z nich zostało uprowadzone. W związku z tym, przedstawiciele armii postanowili zastąpić używaną dotychczas zmodyfikowaną, amerykańską konstrukcję M-113, nowym, lepiej opancerzonym transporterem z większymi możliwościami manewru w terenie zabudowanym. Armia rozważała zakup amerykańskiego Strykera, jednak jego konstrukcję uznano za nieodpowiadającą realiom izraelskim. Wobec tego postanowiono zaprojektować transporter, który miałby być produkowany przez krajowy przemysł zbrojeniowy w oparciu o izraelską technologię.
Prototyp Eitana został zaprezentowany pierwszy raz w sierpniu 2016 roku na poligonie na Wzgórzach Golan przez przedstawicieli Ministerstwa Obrony Izraela, Wojsk Lądowych i firmy Israel Military Industries. Uznano, że ma być to najlepiej opancerzony transporter na świecie o wszechstronnym zastosowaniu w siłach zbrojnych.
W sierpniu 2019 Ministerstwo Obrony Izraela podało, że pojazdy Eitan zostaną wyposażone w aktywny system obrony produkcji Elbit Systems – Chec Durban (hebr. חץ דורבן, ang. Iron Fist).

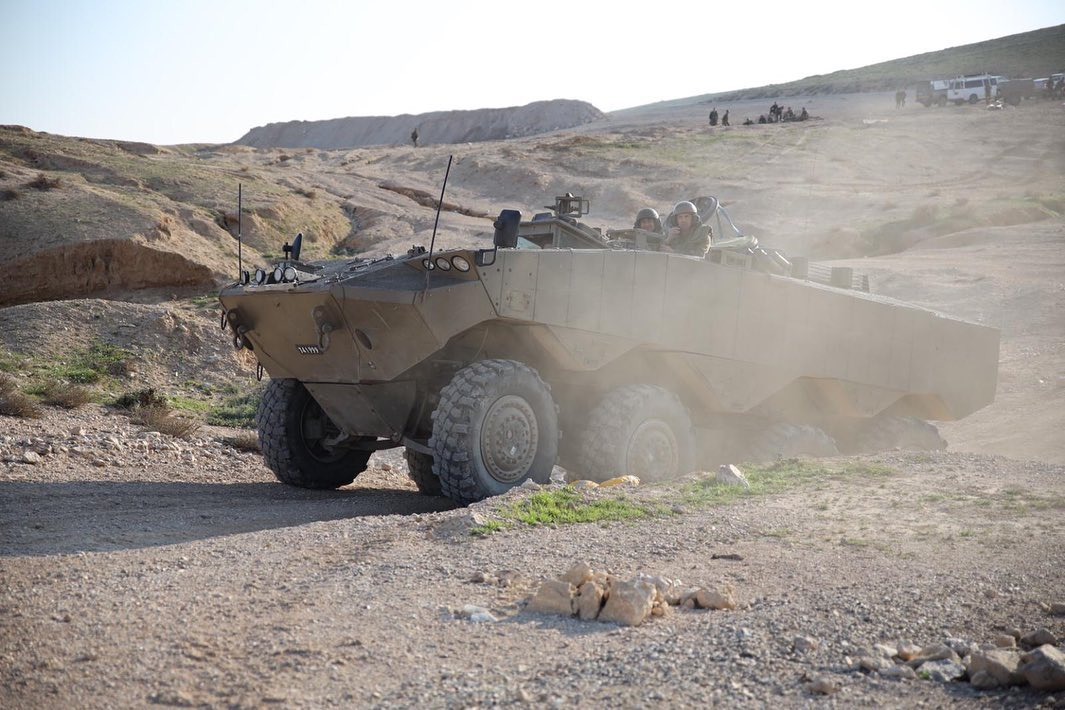
Transporter na próbach poligonowych w Brygadzie Nachal (2020).

9 lutego 2020 roku Ministerstwo Obrony ogłosiło oficjalnie rozpoczęcie produkcji seryjnej transportera.
W grudniu 2022 roku Siły Obronne Izraela podały, że system zamontowany na transporterze przeszedł pomyślnie serię testów poligonowych związanych z wykrywaniem i unieszkodliwianiem zagrożeń dla pojazdu. Pierwsze transportery zostały przyjęte na służbę Brygady Nachal w maju 2023 roku.

## Konstrukcja

### Załoga
Eitan ma układ kół 8 x 8. W skład załogi ma wejść dowódca, kierowca i strzelec. Dodatkowo transporter może zabrać 10 żołnierzy desantu, którzy mogą opuścić pojazd poprzez rampę umieszczoną z tyłu pojazdu lub poprzez włazy zlokalizowane na dachu. Członkowie załogi będą mieć własne włazy umożliwiające wejście i wyjście z transportera. Dodatkowo każdy z nich będzie miał zapewniony własny system monitorowania otoczenia i pozycjonowania.
Załoga będzie miała do dyspozycji 10 kamer z trybami dziennym i nocnym, 34 komputery (5 będzie miało ekrany dotykowe).

### Opancerzenie
Opancerzenie transportera składać się ma z systemów pasywnych i aktywnych, w tym z systemu obrony aktywnej firmy Elbit o nazwie Chec Durban, który działa w zakresie 360° w środowisku otwartym i miejskim dzięki czujnikom elektrooptycznym, radarom i systemom przeciwdziałania. Takie założenia mają sprawić, że opancerzenie pojazdu będzie spełniać wymogi normy STANAG 4569 na poziomie V+ z przodu oraz IV w pozostałych częściach. Kadłub Eitana ma w przekroju kształt litery V, co ma na celu złagodzenie skutków wybuchu min lub improwizowanych ładunków wybuchowych. Pancerz ma w założeniu wytrzymać wybuch równoważny 10 kg TNT.

### Uzbrojenie
Prototyp transportera opancerzonego został przetestowany ze zdalnie sterowanym stanowiskiem ogniowym Mini Samson z karabinem maszynowym M2HB kalibru 12,7 mm  sprzężonym z karabinem maszynowym MAG kalibru 7,62 mm. Również typowa konfiguracja transportera opancerzonego ma stanowisko z karabinem maszynowym kalibru 12,7 mm. W skład uzbrojenia może wejść automatyczny granatnik 40 mm.
Opracowana została także wersja kołowego bojowego wozu piechoty z bezzałogową wieżą Mate 30 z automatyczną armatą kalibru 30 mm Mk 44 Bushmaster II, karabinem maszynowym kalibru 7,62 mm, moździerzem kalibru 60 mm i dwoma wyrzutniami pocisków Spike LR-2. Może być zastosowana także armata kalibru 30 mm lub 40 mm Mk 44s 30/40 BCG. Opracowano również wóz wsparcia ogniowego z wieżą Elbit Sabrah z armatą kalibru 105 mm, km-em 7,62 mm i dwiema wyrzutniami Spike.

## Użytkownicy
- Izrael – docelowym użytkownikiem transportera są Siły Obronne Izraela[8]. Uznano, że w momencie, w którym armia będzie posiadać wystarczającą liczbę transporterów Eitan, żeby zastąpić M-113 Zelda, to transporter zostanie dopuszczony do sprzedaży na eksport[3].

## Użycie bojowe

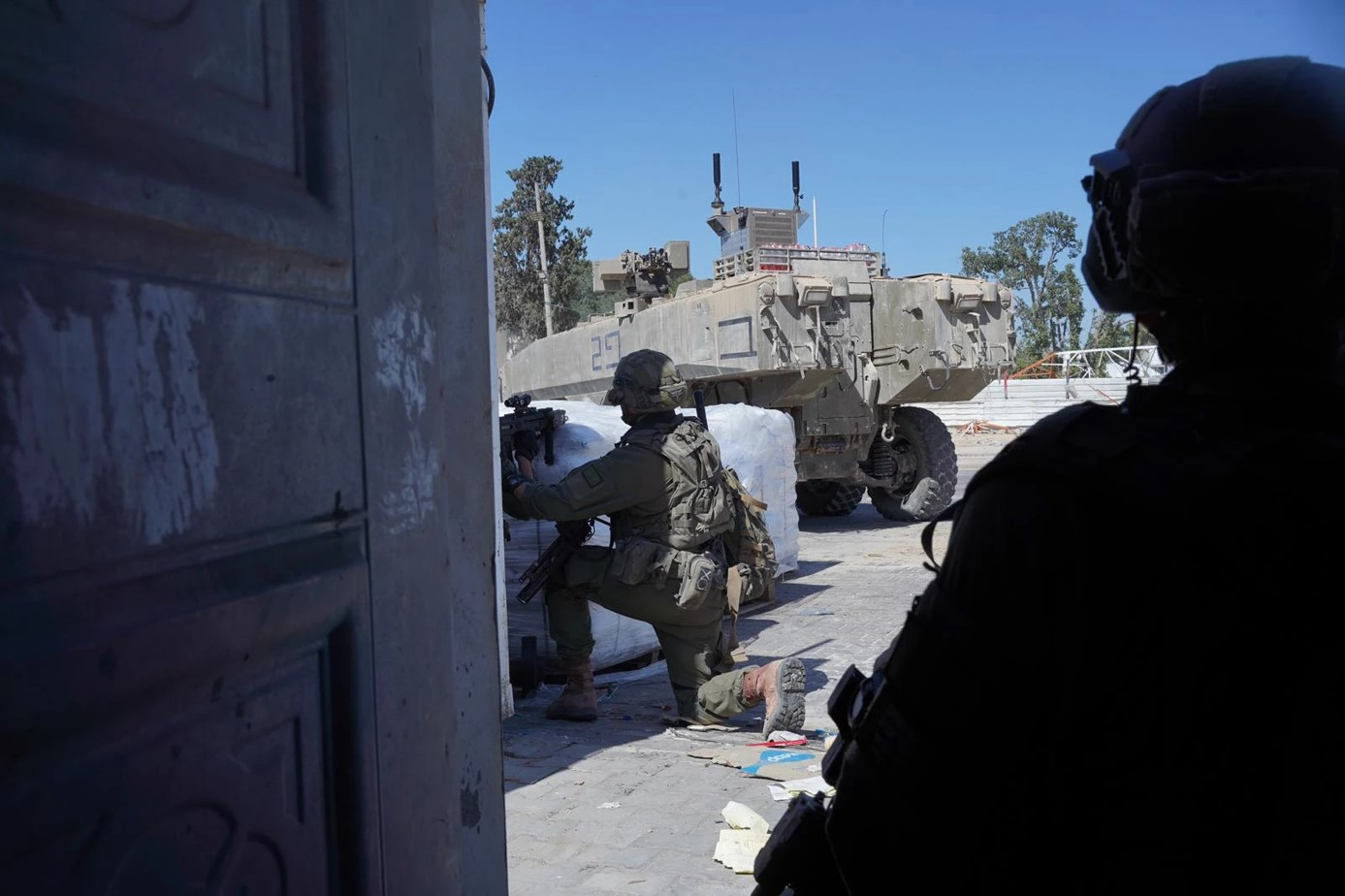
Widok na transporter od tyłu (Rafah, 2024).

Pierwsze użycie bojowe Eitana miało miejsce podczas lądowej fazy operacji „Żelazne Miecze”. Według doniesień był on użyty przez żołnierzy Brygady Nachal podczas walk na wybrzeżu w okolicach kibucu Zikim. Transporter był również wykorzystywany przez izraelskie wojsko w Strefie Gazy.